# Chrysanthellum
Chrysanthellum är ett släkte av korgblommiga växter. Chrysanthellum ingår i familjen korgblommiga växter.
Kladogram enligt Catalogue of Life:
| Chrysanthellum | \| \| Chrysanthellum americanum \| \| \| \| \| \| Chrysanthellum americum \| \| \| \| \| \| Chrysanthellum filiforme \| \| \| \| \| \| Chrysanthellum indicum \| \| \| \| \| \| Chrysanthellum integrifolium \| \| \| \| \| \| Chrysanthellum involutum \| \| \| \| \| \| Chrysanthellum keilii \| \| \| \| \| \| Chrysanthellum michoacanum \| \| \| \| \| \| Chrysanthellum perennans \| \| \| \| \| \| Chrysanthellum pilzii \| \| \| \| \| \| Chrysanthellum pusillum \| \| \| \| \| \| Chrysanthellum tamaulipense \| \| \| \| |
|                | \| \| Chrysanthellum americanum \| \| \| \| \| \| Chrysanthellum americum \| \| \| \| \| \| Chrysanthellum filiforme \| \| \| \| \| \| Chrysanthellum indicum \| \| \| \| \| \| Chrysanthellum integrifolium \| \| \| \| \| \| Chrysanthellum involutum \| \| \| \| \| \| Chrysanthellum keilii \| \| \| \| \| \| Chrysanthellum michoacanum \| \| \| \| \| \| Chrysanthellum perennans \| \| \| \| \| \| Chrysanthellum pilzii \| \| \| \| \| \| Chrysanthellum pusillum \| \| \| \| \| \| Chrysanthellum tamaulipense \| \| \| \| |
|                | Chrysanthellum americanum |
|                | |
|                | Chrysanthellum americum |
|                | |
|                | Chrysanthellum filiforme |
|                | |
|                | Chrysanthellum indicum |
|                | |
|                | Chrysanthellum integrifolium |
|                | |
|                | Chrysanthellum involutum |
|                | |
|                | Chrysanthellum keilii |
|                | |
|                | Chrysanthellum michoacanum |
|                | |
|                | Chrysanthellum perennans |
|                | |
|                | Chrysanthellum pilzii |
|                | |
|                | Chrysanthellum pusillum |
|                | |
|                | Chrysanthellum tamaulipense |
|                | |